# You Never Give Me Your Money
《You Never Give Me Your Money》是由英國搖滾樂團披頭四成員保羅·麥卡尼創作、收錄於專輯《艾比路》的1969年歌曲。（作品上是以藍儂-麥卡尼「Lennon–McCartney」的名義發表）

## 歌曲概要
作品的內容由兩段不同曲風的音樂所組成，方法類似先前專輯《比伯軍曹寂寞芳心俱樂部》裡最後一首歌《A Day in the Life》採用的模式。
歌詞前半段反應著當時披頭四經營的蘋果公司財務不良狀況，後半段則是暗示著保羅·麥卡尼與新交往的戀人琳達·伊斯曼相識後的嶄新心情。
《艾比路》專輯裡的《You Never Give Me Your Money》在尾聲處會用不中斷手法接續下一首歌曲《Sun King》，而部份旋律也有在較後面的歌曲《Carry That Weight》裡出現。

## 演奏成員
- 保羅·麥卡尼：主唱、和聲、貝斯、鋼琴、鍵琴、風鈴、磁帶循環
- 約翰·藍儂：和聲、模糊聲主吉他
- 喬治·哈里森：和聲、主吉他、節奏吉他
- 林哥·史達：鼓、鈴鼓

## 引用
- 日產汽車在車款Nissan Sunny的廣告上採用過這首曲子。